# Peruanische Badmintonmeisterschaft 1982
Die Peruanische Badmintonmeisterschaft 1982 fand vom 7. bis zum 10. Oktober 1982 im Club Regatas in Lima statt. Es war die 15. Austragung der nationalen Titelkämpfe im Badminton in Peru.

## Titelträger
| Disziplin    | Sieger                         |
| ------------ | ------------------------------ |
| Herreneinzel | Federico Valdez                |
| Dameneinzel  | Gloria Jiménez                 |
| Herrendoppel | Federico Valdez Germán Valdez  |
| Mixed        | Gustavo Salazar Gloria Jiménez |